# Oostelijk Pomo
Het oostelijk Pomo is een uitgestorven lid van de familie van de Pomotalen. Vóór het contact met de Europeanen werd het oostelijk Pomo gesproken langs de hele noordelijke en zuidelijke kust van het Lake County tot aan het noorden van San Francisco, en tot in de bergen aan de kust ten westen van Sacramento Valley. In het noorden grensde het aan het Patwin en het Yuki, in het zuiden aan het Wappo en het zuidelijk en noordelijk Pomo.

## Fonologie
Het oostelijk Pomo heeft vijf klinkers, die zowel kort als lang kunnen voorkomen: /i/, /e/, /a/, /u/ en /o/. Er zijn geen klinkers aan het begin van woorden of opeenvolgingen van klinkers binnen dezelfde lettergreep, en het enige woord waarin twee klinkers van verschillende lettergrepen achter elkaar staan is /tʃéː.al/ (ong. "naar daar waar").
Het oostelijk Pomo kent daarnaast 38 medeklinkers, maar hiervoor geldt een groot vrij aantal fonotactische beperkingen. Zo komen de fonemen /p/, /ts/, and /tʃ/ relatief weinig voor, evenals medeklinkerclusters aan het eind van woorden. Een aantal klanken - o.a. ongeaspireerde plosieven, stemloze nasalen en /h/ - komt ook nooit voor aan het eind van woorden. Een /x/ komt nooit voor vóór een /i// en zelden voor een / of /u/. Een /h/ vóór /o/ of /u/ komt aan het begin van woorden alleen voor in Spaanse leenwoorden. Stemloze nasalen komen nooit voor vóór de klinkers /e/ en /o/. De liquida /r/ komt vooral aan het eind van beklemtoonde lettergrepen voor. Verder wordt deze klank aan het eind van lettergrepen als een tril uitgesproken, aan het eind van woorden als een fricatief, en in het midden van woorden als een alveolare flap ([ɾ]).
|               | Kort   | Kort | Lang   | Lang |
| Voor          | Achter | Voor | Achter |      |
| ------------- | ------ | ---- | ------ | ---- |
| Hoge klinker  | [i]    | [u]  | [iː]   | [uː] |
| Middenklinker | [e]    | [o]  | [eː]   | [oː] |
| Lage klinker  | [a]    | [a]  | [aː]   | [aː] |

|             |             | Bilabiaal | Dentaal | Alveolaar | Palataal | Velaar | Uvulaar | Glottaal |
| ----------- | ----------- | --------- | ------- | --------- | -------- | ------ | ------- | -------- |
| Plosief     | Stemloos    | [p]       | [t̪]     | [t̺]       | [tʃ]     | [k]    | [q]     |          |
| Plosief     | Geaspireerd | [pʰ]      | [t̪ʰ]    | [t̺ʰ]      | [tʃʰ]    | [kʰ]   |         |          |
| Plosief     | Ejectief    | [pʼ]      | [t̪ʼ]    | [t̺ʼ]      | [tʃʼ]    | [kʼ]   | [qʼ]    | [ʔ]      |
| Plosief     | Stemhebbend | [b]       |         | [d̺]       |          |        |         |          |
| Affricaat   | Stemloos    |           |         | [ts]      |          |        |         |          |
| Affricaat   | Geaspireerd |           |         | [tsʰ]     |          |        |         |          |
| Affricaat   | Ejectief    |           |         | [tsʼ]     |          |        |         |          |
| Fricatief   | Enkelvoudig |           |         | [s]       | [ʃ]      | [x]    |         | [h]      |
| Fricatief   | Tril        |           |         | [r]       |          |        |         |          |
| Nasaal      | Stemloos    | [m̥]       |         | [n̥]       |          |        |         |          |
| Nasaal      | Stemhebbend | [m]       |         | [n]       |          |        |         |          |
| Halfklinker | Stemhebbend | [w]       |         |           | [j]      |        |         |          |
| Halfklinker | Stemloos    | [w̥]       |         |           | [j̥]      |        |         |          |
| Lateraal    | Enkelvoudig |           | [l]     |           |          |        |         |          |
| Lateraal    | Stemloos    |           | [l̥]     |           |          |        |         |          |

## Woord- en lettergreepstructuur
De klemtoon valt meestal op de tweede lettergeep, ook in woorden met meer dan twee lettergrepen. De meeste woorden in het oostelijk Pomo zijn oxytona met de structuur /MK:MK(:)(M)(M)/ (M = medeklinker, K = klinker, ":" representeert de klinkerlengte, klanken tussen haakjes zijn optioneel). Een voorbeeld is het woord " /biːt̺ʼéːmkʰ", dat zoiets als "maden die ergens omheen bewegen" of "veel merels in een veld" betekent. Hieronder volgt een overzicht van alle mogelijke structuren die een woord kan aannemen
- MK : /ká/? "huis"
- MK: : /káː/? "voor iemand om te zitten"
- MKM : /kál/? "naar het huis"
- MK:M : /káːm/? "blijf staan/zitten!"
- MKMM : /dójkʼ/? "verscheidene, elk om te malen met vijzel en stamper"
- MK:MM : /xéːlkʼ/? "zich uitstrekken"
- MK:MK : /muːká/? "wilde tarwe, elk graan"
- MK:MK: : /maːkáː/? "iets/iemand zoeken"
- MK:MKMM : /maːt̺ʰinkʰ/? "(met de voeten) masseren"
- MK:MK:MM : /biːt̺ʼéːmkʰ/? (zie boven).

## (Morfo)fonologische processen
- Klinkerharmonie: /u/ daalt tot /o/ in instrumentele prefixen, /i/ daalt tot /e/ wanneer deze klinker wordt gevolgd door /h/, /ʔ/ of een andere /e/.
- Ablaut van medeklinkers: aan het einde van morfemen en voor een volgende klinker ondergaan alle geaspireerde plosieven behalve / /t̺ʰ/ en de fricatief /x/ regressieve assimilatie; de plosieven worden ongeaspireerd en de fricatief verandert als gevolg van fortitie in een /q/, bijv: /xótʃʰ/ "twee" → /xótʃ-a/ "twee dingen", /kóːx/ "schieten" → /kóːq-a/ "(iemand) schoot iets neer".
- Deletie; dit gebeurt met de klinkers /i/ en /a/ aan het begin van suffixen (zoals het meervoudssuffix /-aya/), en met de medeklinkers /j/ en /l/ in dezelfde context wanneer het voorafgaande morfeem op een medeklinker eindigt.

## Morfologie
Het oostelijk Pomno kent ongeveer twee keer zoveel suffixen als prefixen. Verder is het onderscheid tussen bijvoorbeeld een werkwoord en een zelfstandig naamwoord niet scherp doordat verbuiging aan de basis staat van verschillende lexicale categorieën. Zo kan een morfeem met een werkwoordelijke betekenis bijvoorbeeld door toevoeging van een buigingssuffix een niet-werkwoordelijke betekenis krijgen. Ten slotte spelen ook processen als het vormen van nieuwe samenstellingen en reduplicatie een belangrijke rol
De prefixen en suffixen staan zo aan de basis van de morfologische klassen: werkwoorden (met daarbinnen acht subklassen volgens zaken als aspect, modus, getal, plaats, wederkerigheid en evidentialiteit), bezielde wezens (met daarbinnen weer de voornaamwoorden en familierelaties als subklassen) en naamwoorden (met als subklassen gewone en persoonlijke zelfstandige naamwoorden, bijvoeglijke naamwoorden, aanwijzende voornaamwoorden en telwoorden). Al deze klassen worden op uiteenlopende manieren verbogen. Ten slotte zijn er nog enkele onverbogen klassen, zoals eigennamen en tussenwerpsels.